# Rede Vanguarda
Rede Vanguarda é uma rede de televisão regional brasileira sediada em São José dos Campos, cidade do estado de São Paulo. Foi fundada em 2003 por José Bonifácio de Oliveira Sobrinho, o "Boni", e é afiliada à TV Globo. Possui duas geradoras, uma em São José dos Campos, onde fica a sua sede, e outra em Taubaté.

## História
Em 1988, as Organizações Globo fundaram, em São José dos Campos, a TV Globo Vale do Paraíba, primeira emissora de TV instalada na região.
Quando completou dez anos de existência, a emissora passou a ser chamada Vanguarda Paulista.
Em 2001, a emissora assumiu a marca TV Vanguarda (sem o complemento “Paulista”).
Em 2003, um novo grupo de empresários adquiriu o controle acionário da TV Globo Vale do Paraíba e já detinha a concessão para instalar a geradora de Taubaté. Da união dessas duas emissoras, nasceu a Rede Vanguarda.
Com a nova formação, toda a identidade visual da emissora foi alterada para fortalecer sua presença regional. Diversas campanhas foram veiculadas para a divulgação do novo conceito de rede e da proposta de uma maior valorização da região.
A Rede Vanguarda foi premiada três vezes como a melhor TV Regional do Brasil, em 2004, em 2008 e em 2012. Em agosto de 2019, a emissora inaugurou a nova sede da TV Vanguarda Taubaté no edifício comercial The One Office Tower, reunindo redação, produção e equipe comercial da emissora de Taubaté.
Em 6 de junho de 2024, José Bonifácio de Oliveira Sobrinho, conhecido como Boni, anunciou sua aposentadoria após 70 anos de carreira na televisão. Ele deixou a gestão da Rede Vanguarda, permanecendo apenas como sócio. Aos 89 anos, suas funções foram assumidas por seu filho, Bruno Boni, e Reynaldo Buzzoni, filho de seu sócio Roberto Buzzoni. Boni começou na TV Tupi em 1953 e foi influente na programação da Rede Globo.

## Emissoras

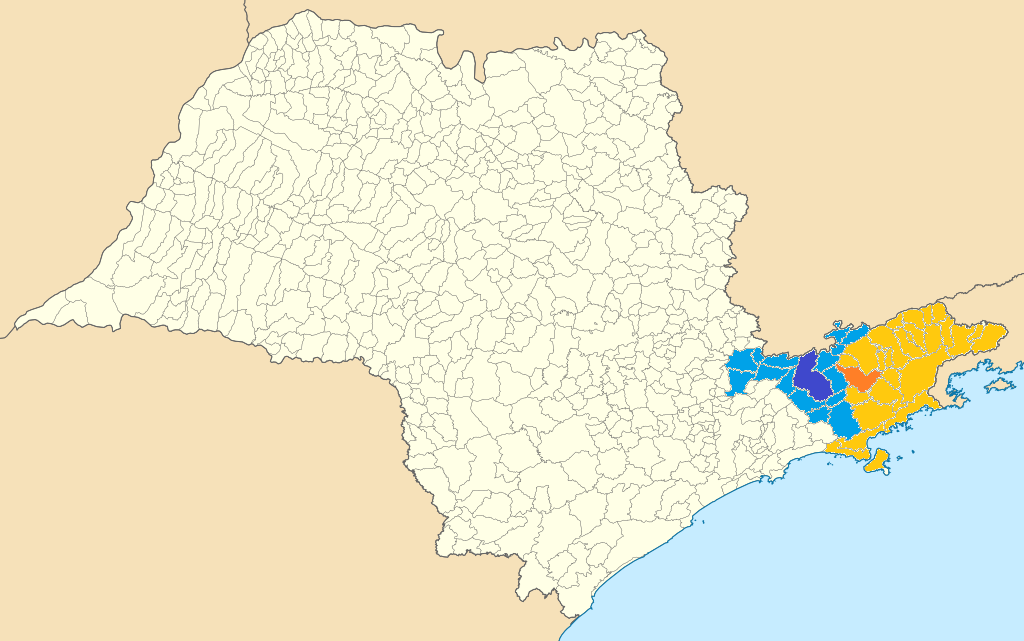
Divisão da área de cobertura da Rede Vanguarda por emissora

| Prefixo | Emissora                         | Canal       | Cidade              | Estado    |
| ------- | -------------------------------- | ----------- | ------------------- | --------- |
| ZYB 869 | TV Vanguarda São José dos Campos | 17 (16 UHF) | São José dos Campos | São Paulo |
| ZYB 899 | TV Vanguarda Taubaté             | 3 (28 UHF)  | Taubaté             | São Paulo |

### Vanguarda HD
31 de maio de 2010. A data marca, nas geradoras de São José dos Campos e Taubaté, o início das transmissões da Vanguarda com sinal digital em HD (Alta Definição) e som 5.1, utilizando transmissores Harris, top de linha. Som e imagem com a melhor qualidade estão disponíveis na tela do telespectador em casa, no trabalho, no carro ou no celular. Tudo isso gratuitamente. Em breve toda rede será digital. A Vanguarda foi a primeira emissora brasileira a adotar a mais nova tecnologia HD da Sony. Todo jornalismo regional e todos os programas locais já são produzidos e transmitidos em alta definição.

Logotipo da emissora entre 2014 e 2020, cujo conceito foi adotado a partir de 2012

## Controvérsias
Em 23 de março de 2019, a emissora foi alvo de duros ataques e críticas por conta da demissão da jornalista Michelle Sampaio, da filial de São José dos Campos. A jornalista comunicou no seu perfil no Instagram que havia sido desligada da empresa porque não conseguiu atingir o peso requerido pela emissora após sua gravidez. Vários internautas criticaram a atitude da direção da emissora, afirmando que era uma atitude preconceituosa e machista. Segundo a jornalista Amanda Costa, que foi desligada da emissora em 2014, ela e vários outros colegas haviam sofrido do mesmo preconceito. A direção da Rede Vanguarda não se pronunciou. Em 10 de maio de 2021, a emissora voltou a sofrer críticas por conta da demissão da jornalista Marcela Mesquita. A repórter disse, ao UOL, que foi afastada por estar "acima do peso". A demissão de Marcela Mesquita culminou no desarquivamento do inquérito contra a TV Vanguarda no Ministério Público. A emissora não se pronunciou sobre o caso.